# دوه‌چی (میاندوآب)
دوه‌چی یک روستا در ایران است که در دهستان زرینه‌رود واقع شده‌است. دوه چی ۴۵۷ نفر جمعیت دارد.